# Michaela Johnsson
Michaela Johnsson, född 1 december 1991, är en svensk fotbollsspelare (anfallare) som spelar för Borgeby FK.

## Karriär
Johnsson moderklubb är Husie IF, men hon flyttade till LdB FC säsongen 2007. I juli 2010 bytte hon klubb till Linköpings FC.
Några års studier och ett halvårs arbete som ekonomiassistent på företaget New Yorker har kombinerats med spel i Elitettan-klubben LB07.
2015 tillhörde Michaela den holländska klubben Heerenveen som spelar i BeNe-League.
2016 var Michaela med och spelade upp LB07 till allsvenskan.